# Fritz Reiner
Fritz Reiner (Budapest, Àustria-Hongria, 19 de desembre, 1888 - Nova York (USA), 15 de novembre, 1963) va ser un director d'orquestra nord-americà d'origen hongarès.

## Biografia
Fritz Reiner, que provenia d'una família jueva assimilada de Pest, va estudiar dret a la Universitat de Budapest durant uns anys a instàncies del seu pare, abans d'assistir a l'Acadèmia de Música Ferenc Liszt per estudiar piano amb István Thomán i composició amb Hans Koessler. Acompanyant a l'Òpera de Budapest des de 1909, hi va debutar com a director l'any 1910 quan va substituir un col·lega malalt i va interpretar amb èxit una interpretació de Carmen. Aleshores va ser nomenat primer director de l'Òpera de Ljubljana. De 1911 a 1914 va ser membre de la "Budapest Volksoper", on va dirigir, entre altres obres, Parsifal.
Probablement va rebre la seva influència més important a Dresden, on va treballar com a director musical de la cort entre 1914 i 1921. Va aprendre el seu ofici musical dirigint òperes i concerts cada vespre a l'Òpera de Dresden. Durant aquests anys va treballar molt amb Richard Strauss. Entre altres obres, Reiner va dirigir aquí l'estrena alemanya de Die Frau ohne Schatten. Va dirigir l'Orquestra Estatal Saxona i va tenir compromisos com a convidat a Roma i Barcelona.
El 1922 es va establir als Estats Units. Va succeir a Eugène Ysaÿe com a director en cap de l'Orquestra Simfònica de Cincinnati fins al 1931. Les invitacions també el van portar a San Francisco, Filadèlfia i Chicago, i la temporada 1936/1937 va fer una aparició com a convidat al Covent Garden de Londres a la Royal Opera House.
Aleshores va ser director titular de l'Orquestra Simfònica de Pittsburgh durant deu anys (1938–1948) i va ensenyar a Filadèlfia de 1931 a 1941 al Curtis Institute of Music (departaments d'òpera i orquestra), amb l'orquestra de la qual també va desenvolupar representacions d'òpera. Entre els seus alumnes també hi havia els músics Lukas Foss i Leonard Bernstein, que més tard es van fer famosos. (Quan Bernstein es va dirigir a ell una vegada com "Fritz", Reiner va respondre: "És el senyor Reiner.")
A partir de 1948 va estar compromès durant set anys al Metropolitan Opera de Nova York, on, entre altres coses, va dirigir les famoses representacions de Salomé el 1949 amb Ljuba Welitsch en el paper principal i l'estrena americana de The Rake's Progress el 1951. També va participar en concerts amb la Filharmònica de Nova York al Carnegie Hall. També va continuar la seva carrera internacional, per exemple el 1955 va dirigir les representacions del Die Meistersinger von Nürnberg a la reconstruïda Òpera Estatal de Viena.
El major impacte de Reiner, que encara es pot escoltar en nombrosos enregistraments avui, va ser com a director en cap de l'Orquestra Simfònica de Chicago, que va dirigir entre 1953 i 1963. La primavera de 1963 va dirigir el seu darrer concert amb aquesta orquestra; La seva salut era dolenta des d'un atac de cor l'octubre de 1960. Poc abans de la seva mort estava ocupat amb una nova producció de Götterdämmerung al Met.

## Estil
Reiner era un director d'orquestra d'uns estàndards extraordinàriament alts; Molts dels seus enregistraments encara no tenen rival en termes de precisió i esplendor orquestral. Els músics de l'orquestra el temien per la seva obsessió per la precisió i el seu temperament curt. Va deixar enrere diversos enregistraments sonors amb l'Orquestra Simfònica de Pittsburgh, però la majoria dels seus nombrosos enregistraments amb l'Orquestra Simfònica de Chicago són llegendaris, que van ser gravats per RCA a partir de 1954 en discos estereofònics de so excepcional i alguns dels quals encara es consideren enregistraments de referència. Com ara el Concert per a orquestra de Béla Bartók, A Hero's Life de Strauss o Alexander Nevsky de Serguei Prokófiev.
Va assumir la direcció musical a les estrenes de les següents obres:
- Ottorino Respighi: Antiche aria e danze per liuto, 1924
- Arthur Bliss: Himne a Apol·lo, 1927
- Gian Carlo Menotti: Amelia va al ball, 1937
- Béla Bartók: Concert per a 2 pianos, percussió i orquestra, 1943. El compositor va dedicar l'obra a Fritz Reiner.
- Richard Strauss: Fragment simfònic de la llegenda de Joseph, 1949